# 摺鉢山級彈藥補給艦
摺鉢山級彈藥補給艦是美國海軍於戰後建造的首款專業型彈藥補給艦，共兩艘於1956年服役直至1995年退役，並被報廢處理。

## 發展

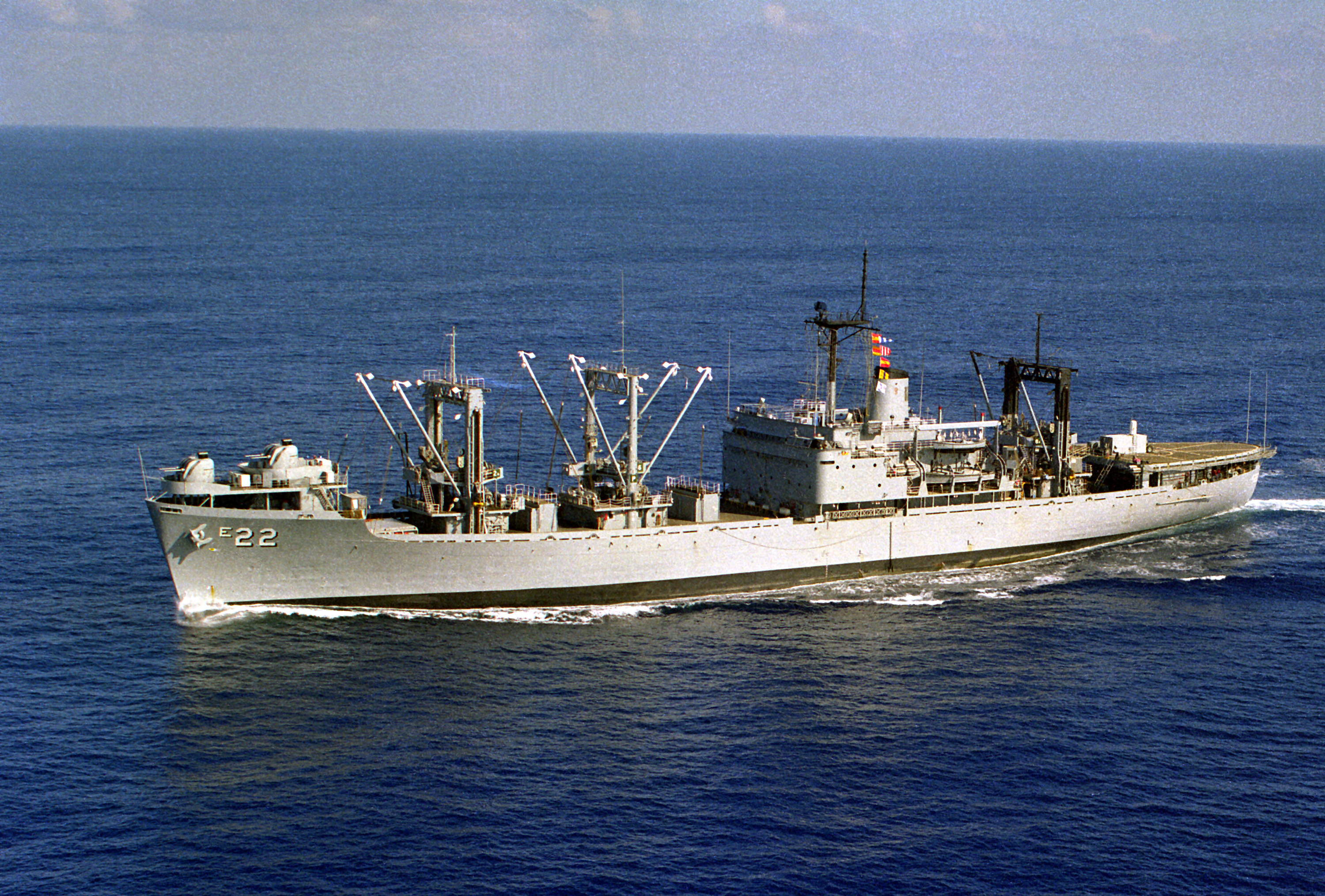
冒納凱阿號彈藥補給艦

二戰時的補給艦都是以商船改裝或以商船的基礎進行建造，因此結構並不穩固，常常在遭受神風特攻隊的一輪襲擊後就殉爆沈沒。為解決此問題，美國海軍便決定研發一批軍艦架構的補給艦。而其中首款專業彈藥補給艦便為由艦艇特性委員會設計的摺鉢山級彈藥補給艦，共兩艘，並都是以火山命名。
為了提高運輸效率，艦上安裝了升降機，以便於內部運送彈藥與寶炸物。此外，在1960年代進行的SCB 232現代化改裝計畫中，三個貨艙改裝為飛彈存放區，並增設了高速轉運系統，以提升海上運補效率。
摺鉢山級彈藥補給艦的空載載排水量為7,470長噸（7,590公噸），標準排水量為10,000 long ton（10,000 t），而滿載時則可達到15,500 long ton（15,700 t）。該艦的載重噸數為7,500 噸載重噸位 (DWT)，艦體總長512英尺（156），寬72英尺（22米），吃水深度 29英尺（8.8米）。 動力方面則採用兩座燃燒工程公司鍋爐提供動力，每座鍋爐可產生752 °F（400 °C）的蒸汽，驅動兩具伯利恆齒輪渦輪機，透過單軸推進產生16,000匹馬力（12,000千瓦特）。該艦最高航速可達21節（39每小時；24英里每小時），平均航速則為18節（33每小時；21英里每小時）。
摺鉢山級最初在艦首艦尾各以背負式炮塔裝備了4門雙聯3吋50倍徑火炮。然而，在1960年代時，艦尾的兩座砲塔被拆除，改為直升機起降平台，使其具備垂直補給的能力補。 電子設備方面，該級艦配備了 SPS-10 水面搜索雷達，以及Mk 36 SRBOC六管曳光彈發射器作為電子戰防禦裝備。此外，最初艦上還配備了SPS-6雷達與馬克 63火控系統。但這些設備在1977至1978年間被移除。至於人員編制則為18名軍官與294名水手。

## 同級艦
| 同級艦     | 同級艦 | 同級艦             | 同級艦     | 同級艦     | 同級艦     | 同級艦     | 同級艦                                        |
| 艦名       | 舷號   | 造船廠             | 下龍骨     | 下水       | 服役       | 退役       | 現況                                          |
| ---------- | ------ | ------------------ | ---------- | ---------- | ---------- | ---------- | --------------------------------------------- |
| 摺鉢山號   | AE-21  | 伯利恆麻雀角造船廠 | 1955-01-31 | 1955-11-02 | 1956-11-17 | 1994-12-02 | 於2009年出售至德克薩斯州布朗斯維爾拆解        |
| 冒納凱阿號 | AE-22  | 伯利恆麻雀角造船廠 | 1955-05-16 | 1956-05-03 | 1957-03-30 | 1994-12-02 | 於2006年7月12日作為環太平洋軍事演習的靶艦沈沒 |

## 補充
1. ↑  然而，其後繼艦種硝基級彈藥補給艦有時也會被歸類到摺鉢山級
2. ↑  設計編號為 SCB 114[2]

## 來源
- Blackman, Raymond V. B. (编). . London: Sampson Low, Marston & Co. 1960. OCLC 946722815.
- Couhat, Jean Labayle (编). . Annapolis, Maryland: Naval Institute Press. 1986. ISBN 0-85368-860-5.
- Polmar, Norman.  18th. Annapolis, Maryland: Naval Institute Press. 2005. ISBN 1-59114-685-2.
- Sharpe, Richard (编).  93. Surrey, United Kingdom: Jane's Information Group. 1990. ISBN 0-7106-0904-3.